# 湖東三山停車區
湖東三山停车区（平假名：ことうさんざんパーキングエリア），前稱秦莊停车区，是位於滋賀縣愛知郡愛莊町的名神高速道路之休息區，由中日本高速公路管理。此休息區加建在2009年尾開始動工智能IC，並於2013年尾完成、併入本停车区，同時更名為湖東三山停车区。

## 連接道路
- 名神高速道路

## 历史

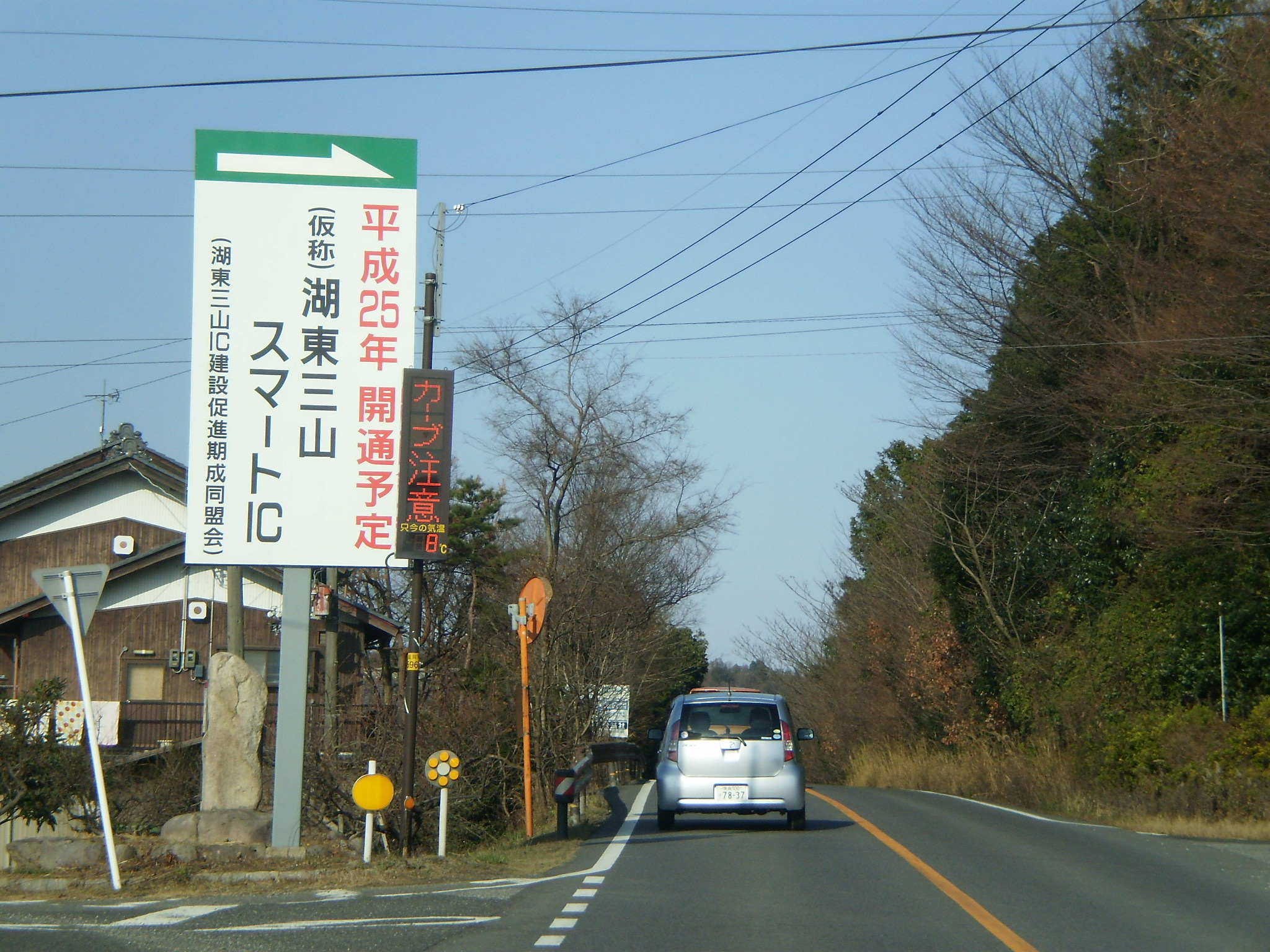
「湖東三山IC建設促進期成同盟会」設置的看板（国道307号路旁）

- 1964年4月12日 - 名神高速道路關原IC至栗東IC開通，此休息站也同時啟用。
- 2013年10月21日 - 伴隨湖東三山IC的啟用，本停车区從秦莊停车区更名為湖東三山停车区，下午4時正式啟用[2]。
- 2013年12月27日 : 「湖東三山IC建設促進期成同盟会」解散[3]。

### 智能IC的建設和併合

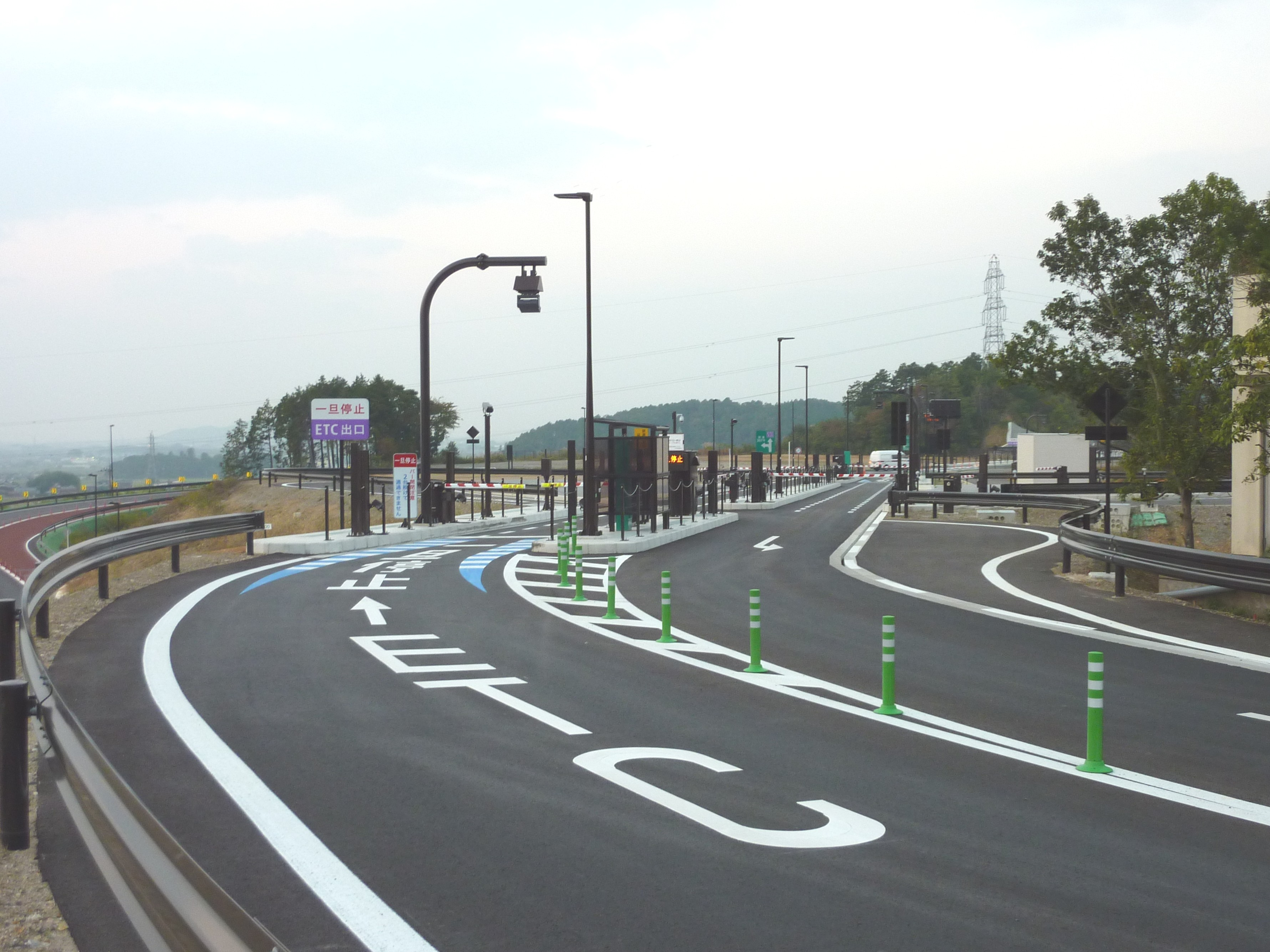
智能IC出口（上行線）

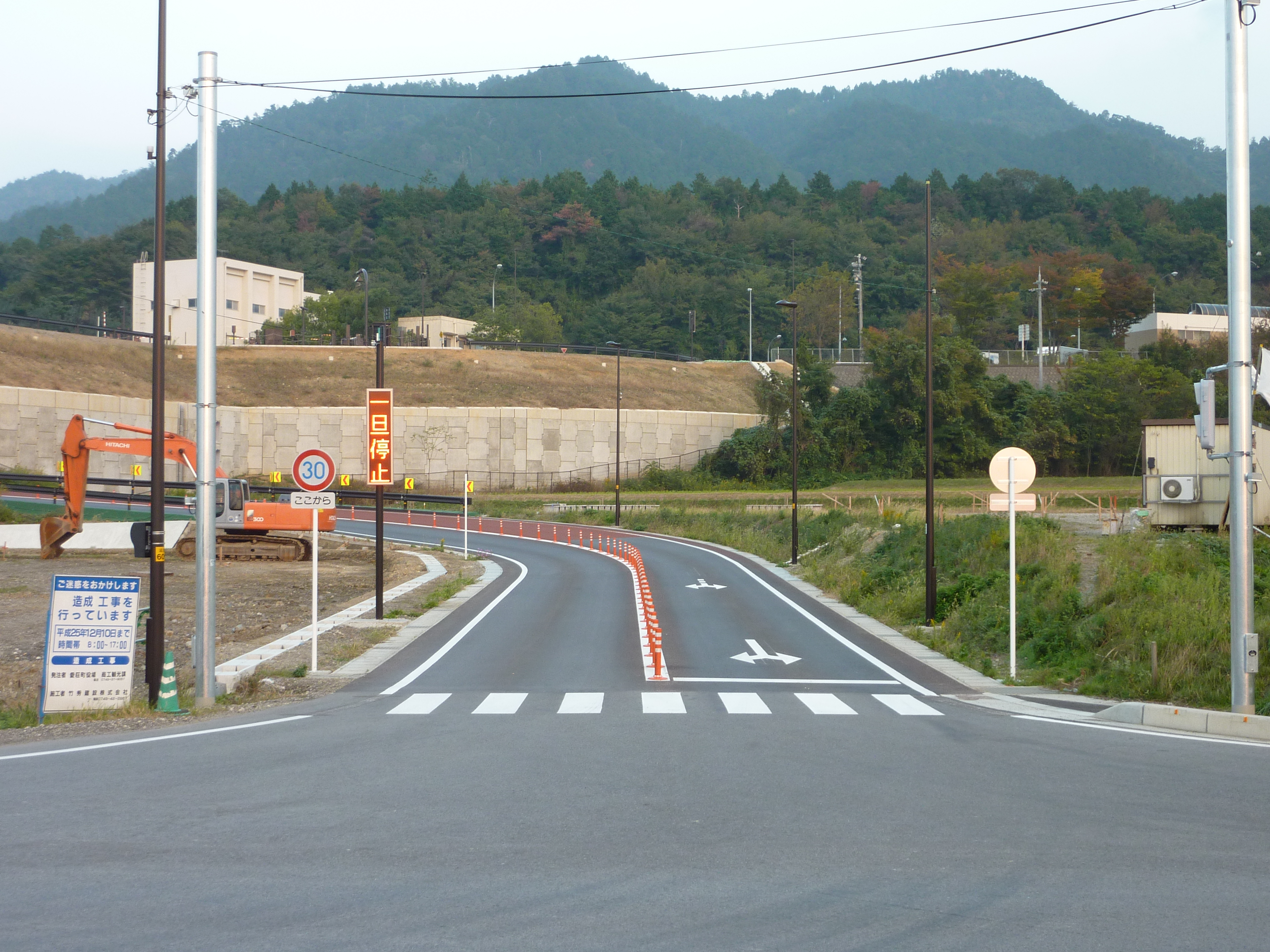
智能IC入口（国道307号交差点）

滋賀縣政府於2009年3月13日向NEXCO中日本提出於本休息站建設智能IC，同年6月30日獲国土交通大臣金子一義批准，建設費約18億8000万日圓，當中5億日圓由縣政府負擔，預計2030年使用車輛數達1,800架次，服務對象為搭載有ETC的車輛，屬於24小時開放、上下線共用的休息站。此休息站搭配的智能IC也是名神高速道路的第一個。
申請時雖然是以「秦莊智能IC」的名義提出，但因地區組織的請求而改為目前名稱。
在2009年8月30日舉行的第45屆日本眾議院議員總選舉中，民主党在滋賀縣的所有小選區制中取勝，滋賀2區民主黨代表田島一成擊敗主張建設智能IC的自民黨代表藤井勇治。田島雖然在競選時主張繼續建設工作，但民主黨本部在選舉後遵從選舉政綱，推動高速公路免費化，建設該智能IC的必要性開始被檢討。不過最後民主黨政府並未中止建設計畫，智能IC如期竣工。
在智能IC竣工後，愛莊町政府建設了「湖東三山館」，向該智能IC的使用者推廣觀光資訊，推動地域活性化，並在開設兩個月內獲四萬九千名訪客到訪。

## 休息區設施
- 上行線（福井、名古屋、飯田、靜岡、東京方向）
  - 停車場
    - 小型車：34台
    - 大型車：30台

  - 廁所
    - 男士 大型 3（和式2、西式1） 小型10
    - 女士 13（和式11、西式2）
      - 與男童使用 1

    - 輪椅人士專用 1

  - 巴士站
- 下行線（京都、奈良、大阪、神戶、姬路方向）
  - 停車場
    - 小型車：45台
    - 大型車：29台

  - 廁所
    - 男士 大型 3（和式2、西式1） 小型10
    - 女士 13（和式11、西式2）
      - 與男童使用 1

    - 輪椅人士專用 1

  - 巴士站

## 鄰近設施
名神高速道路
(28)彥根IC - 多賀SA - 湖東三山停车区/SIC - (29)八日市IC

## 相關項目
- 日本服務區與休息區一覽

## 外部連結
- 中日本高速道路(名神高速) （页面存档备份，存于）（日語）
- 愛荘町ホームページ（公式サイト）
  - 湖東三山スマートインターチェンジ
  - （仮称）湖東三山スマートインターチェンジ いよいよ着手します!!PDF（『広報あいしょう』 2009年5月号、p.2-3）